# Venere con Cupido e suonatore di organo
Venere con Cupido e suonatore di organo conosciuto anche come Venere si ricrede con Amore e Musica è un dipinto a olio su tela di Tiziano, databile al 1550- 1555 circa e conservato nella pinacoteca del Museo del Prado di Madrid.

## Storia
Il dipinto risulta essere citato per la prima volta nel 1626, inserito nelle raccolte delle opere che i regnanti spagnoli conservano nel Real Alcázar di Madrid. Quando il palazzo subì il grave incendio il 25 dicembre 1734, fu spostato e ospitato presso il nuovo Palazzo Reale. Fu poi conservato nell'abitazione posta presso il palazzo de Rebeque e nel 1796 nella sala Riservata dell'Accademia di San Fernando fin o al 1827 quando fu consegnata e conservata nel museo del Prado.
Non fu considerata da subito un'opera di Tiziano ma piuttosto di un anonimo che lo aveva imitato in considerazione della firma apocrifa, ma il critico Georg Gronau non accettò la considerazione di Cavalcaselle e Joseph Archer Crowe ritenendo che il dipinto poteva provenire dalla bottega veneta ma che l'artista, almeno in parte, vi aveva partecipato alla realizzazione, in particolare nel paesaggio. Questa considerazione portò poi a ritenere il dipinto completa opera del maestro veneziano. 
L'opera presenta ulteriori versioni leggermente differenti. Sempre nel museo madrileno vi è il dipinto Venere con suonatore di organo e cagnolino e nel Fitzwilliam Museum di Cambridge: Venere con Cupido e suonatore di luito, nonché la Venere con cagnolino degli Uffizi.

## Descrizione e stile
Il dipinto raffigura in primo piano Venere adagiata su di un letto sopra un ricco drappo di velluto rosso cupo ornato di ricamo con fili in oro che volge lo sguardo verso Cupido che le sta accanto e che l'abbraccia, pare nell'atto di voler comunicare con la donna bisbigliandole parole all'orecchio. Ai piedi del letto siede un giovane riccamente vestito e con una ricca catena d'oro al collo, che, mentre suona un organo a canne portale, protende tutto il suo corpo e lo sguardo verso il corpo nudo della dea, rapido dalla sua bellezza. 
Tiziano ci propone la scena in un ambiente signorile, l'interno di una villa, di fronte a un'ampia finestra che si affaccia su di un giardino pianeggiante e lussureggiante. Nel centro tra due filari di pioppi vi è una grande fontana dove zampilla acqua dalla brocca tenuta dal dio Pan, che nella mitologia è colui che fa prosperare, metà uomo e metà capra, e dove un pavone, simbolo della bellezza, si disseta. Il giardino è pieno di vita, pascolano animali, e una copia amoreggia passeggiando. Sullo sfondo il cielo al tramonto.
Per meglio comprendere il significato che l'artista diede all'opera il cui soggetto si presenta in ulteriori versioni leggermente differenti: sempre nel museo madrileno vi è il dipinto Venere con suonatore di organo e cagnolino e nel Fitzwilliam Museum di Cambridge: Venere con Cupido e suonatore di luito, nonché la Venere con cagnolino degli Uffizi, portarono alla considerazione che fossero solo opere erotiche, secondo Ulrich Middeldorf, senza nessun significato morale. Ma si presenta la considerazione che ogni opera ha un suo significato, sia per la committenza che per l'artista, pur essendo variazioni di una medesima idea che ha avuto inizio con il quadro andato perduto del 1545 ma che l'artista aveva indicato in una sua lettera, che porterebbero a un percorso che ebbe inizio con la Venere conservata a Desdra, fino a quella del Prado dove è raffigurata non Venere, ma nei panni della dea una nobildonna, dipinto forse commissionato in occasione di un matrimonio, mentre questo senza il cane ma con Cupido, voleva forse essere per un più vasto pubblico dando al dipinto quindi, per Tiziano, con un significato più generico.